# Bangunrejo (Karanganyar)
Bangunrejo is een bestuurslaag in het regentschap Ngawi van de provincie Oost-Java, Indonesië. Bangunrejo telt 1834 inwoners (volkstelling 2010).